# Stegen (Luksemburg)
Stegen (lb. Steeën) – wieś (Uertschaft) we wschodnim Luksemburgu, w kantonie Diekirch, w gminie Vallée de l’Ernz. Do 3 października 2015 miejscowość leżała w dystrykcie Diekirch, a do 31 grudnia 2011 należała do gminy Ermsdorf. Wieś zamieszkuje 569 osób (1 stycznia 2023).